# Coupe de Chamonix 1909
Navigation
Édition suivante
La Coupe de Chamonix 1909 est la 1er édition de la Coupe de Chamonix. Elle se déroule du 23 au 25 janvier 1909.

## Résultats des matchs et classement
| Clt   | Équipe                               | PJ | V | D | N | BP | BC | Pts |
| ----- | ------------------------------------ | -- | - | - | - | -- | -- | --- |
| +001, | Princes Ice Hockey Club Londres      | 4  | 4 | 0 | 0 | 20 | 1  | 8   |
| +002, | Club des patineurs de Paris          | 4  | 3 | 1 | 0 | 13 | 3  | 6   |
| +003, | Club des patineurs de Lausanne       | 4  | 2 | 2 | 0 | 14 | 10 | 4   |
| +004, | Fédération des patineurs de Belgique | 4  | 1 | 3 | 0 | 6  | 15 | 2   |
| +005, | Prague                               | 4  | 0 | 4 | 0 | 4  | 31 | 0   |

- Vainqueur de la compétition

| 23 janvier | CP Paris | 8-1 | Prague |  |

| 23 janvier | Princes IHC | 3-0 | CP Lausanne |  |

| 23 janvier | CP Paris | 1-0 | FP Belgique |  |

| 24 janvier | CP Lausanne | 8-2 | Prague |  |

| 24 janvier | CP Lausanne | 6-2 | FP Belgique |  |

| 24 janvier | Princes IHC | 11-0 | Prague |  |

| 24 janvier | CP Paris | 3-0 | CP Lausanne |  |

| 25 janvier | Princes IHC | 4-0 | FP Belgique |  |

| 25 janvier | FP Belgique | 4-1 | Prague |  |

| 25 janvier | CP Paris | 1-2 (pr) | Princes IHC |  |